# Mistrzostwa Polski Par Klubowych na Żużlu 1993
Mistrzostwa Polski Par Klubowych na Żużlu 1993 – zawody żużlowe, mające na celu wyłonienie medalistów mistrzostw Polski par klubowych w sezonie 1993. Rozegrano trzy turnieje eliminacyjne oraz finał, w którym zwyciężyli zawodnicy Polonii Bydgoszcz.

## Finał
- Grudziądz, 1 maja 1993
- Sędzia: Marek Smyła

| Miejsce | Kluby                       | Suma | Zawodnicy                                              | Punkty                                           |
| ------- | --------------------------- | ---- | ------------------------------------------------------ | ------------------------------------------------ |
| złoto   | Polonia Jutrzenka Bydgoszcz | 23   | Tomasz Gollob Jacek Gollob Eugeniusz Skupień           | 16 (3,2,3,3,3,2) 0 (w,–,d,–,–,–) 7 (–,1,–,2,1,3) |
| srebro  | Morawski Zielona Góra       | 21   | Andrzej Huszcza Piotr Protasiewicz Artur Pawlak        | 16 (2,3,3,2,3,3) 5 (3,0,1,–,0,1) 0 (–,–,–,0,–,–) |
| brąz    | Apator Elektrim Toruń       | 20   | Mirosław Kowalik Krzysztof Kuczwalski Jacek Krzyżaniak | 0 (u,– ––,–,–) 8 (1,3,u,1,0,3) 12 (–,2,3,3,2,2)  |
| 4       | Stal Farbol Gorzów Wlkp.    | 19   | Piotr Świst Marek Hućko Ryszard Franczyszyn            | 11 (3,3,2,d,3,w) 7 (2,2,0,1,–,2) 1 (–,–,–,–,1,–) |
| 5       | Unia Leszno                 | 18   | Roman Jankowski Zenon Kasprzak Zbigniew Krakowski      | 9 (2,1,1,3,1,1) 3 (3,0,–,–,–,–) 6 (–,–,3,1,2,d)  |
| 6       | GKM Grudziądz               | 15   | Zdzisław Rutecki Robert Kempiński Jarosław Skarżyński  | 6 (w,1,t,–,2,3) 7 (2,0,2,1,–,2) 2 (–,–,–,2,d,–)  |
| 7       | Kolejarz Remak Opole        | 4    | Karol Lis Roland Wieczorek Mirosław Sosna              | 2 (1,1,–,–,–,–) 0 (0,–,–,–,–,–) 2 (–,0,1,d,1,0)  |